# Saunders Valley
Das Saunders Valley ist ein Tal auf der Fildes-Halbinsel von King George Island, der größten der Südlichen Shetlandinseln. 
Es liegt in der Südhälfte der Halbinsel und verläuft anderthalb Kilometer (0,9 Meilen) in ostsüdöstlicher Richtung zur Hydrographers Cove.
Nach geologischen Arbeiten des British Antarctic Survey in der Saison 1975/76 wurde es 1977 vom britischen Antarctic Place-names Committee (APC) nach dem Geologen Andrew David Saunders (* 1951) von der University of Birmingham benannt.
Auf einer brasilianischen Karte von 1984 ist das Tal als „Córrego Wind“ beschriftet – offenbar eine Übersetzung der Bezeichnung Windbach(-tal) auf einer im gleichen Jahr veröffentlichten Karte von Dietrich Barsch (Geographisches Institut der Universität Heidelberg) und Gerhard Stäblein (Geomorphologisches Laboratorium der Freien Universität Berlin).
Im antarktischen Sommer 1983/84 führte ein deutsches Team unter der Leitung von Barsch und Stäblein in dem Tal umfangreiche hydrologische und geomorphologische Untersuchungen durch.